# Philadelphus
Genre
Classification phylogénétique
Philadelphus est un genre de plantes de la famille des Hydrangeaceae. C'est le genre des seringas ou seringats. Ce sont des arbustes à fleurs. Le nom « seringa(t) » vient d'une utilisation ancienne qui consistait à évider les tiges de leur moelle pour en faire des seringues.
L'espèce la plus connue est sans doute Philadelphus coronarius.

## Description
Il s'agit d'arbustes pouvant atteindre quelques mètres, à feuilles caduques, ovales, opposées, légèrement dentées, de 3 à 10 cm de long. 
Les fleurs, nombreuses, solitaires ou groupées par deux ou trois à l'extrémité des pousses secondaires, sont blanches et apparaissent en mai-juin (début juillet au Québec) en répandant un parfum très marqué. Les formes simples sont composées d'une corolle formée de 4 pétales blancs et arrondis 2 fois plus longs que les sépales et de nombreuses étamines à filets blancs et anthères jaunes au centre.
Il existe une quarantaine d'espèces qui poussent naturellement dans les pays tempérés de l'hémisphère nord (Yougoslavie - Chine - Amérique du Nord) mais il a été amélioré par les jardiniers du XIXe siècle qui ont créé des hybrides particulièrement odorants et également des variétés à fleurs doubles moins parfumées.
L'espèce Philadelphus coronarius est appréciée pour sa rusticité de plante vivace : on le cultive isolé ou en haie, voire en bac sur un balcon, surtout pour son parfum caractéristique qui embaume jardins et parcs au printemps, ce qui lui vaut d'être surnommé le « jasmin des poètes ».

## Systématique
Le genre Philadelphus a été décrit par le naturaliste suédois Carl von Linné en 1753.

### Synonymie
- Syringa Mill., Gard[2].

### Nom vernaculaire
- Seringa
- Seringat

### Liste d'espèces
- Philadelphus argenteus Rydb.
- Philadelphus argyrocalyx Woot.
- Philadelphus californicus Benth.
- Philadelphus caucasicus Koehne
- Philadelphus confusus Piper
- Philadelphus cordifolius Lange
- Philadelphus coronarius L. - Seringat commun
- Philadelphus crinitus (C.L. Hitchc.) Hu
- Philadelphus ernestii Hu
- Philadelphus floridus Beadle
- Philadelphus gattingeri Hu
- Philadelphus hirsutus Nutt.
- Philadelphus hitchcockianus Hu
- Philadelphus inodorus L.
- Philadelphus insignis Carr.
- Philadelphus karwinskianus Koehne
- Philadelphus lewisii Pursh
- Philadelphus maculatus (C.L. Hitchc.) Hu
- Philadelphus madrensis Hemsl.
- Philadelphus mearnsii W.H. Evans ex Koehne
- Philadelphus microphyllus Gray
- Philadelphus occidentalis A. Nels.
- Philadelphus oreganus Nutt. ex Torr. et Gray
- Philadelphus palmeri Rydb.
- Philadelphus pubescens Loisel.
- Philadelphus pumilus Rydb.
- Philadelphus serpyllifolius Gray
- Philadelphus sharpianus Hu
- Philadelphus texensis Hu
- Philadelphus tomentosus Wall. ex G. Don
- Philadelphus trichothecus Hu
- Philadelphus virginalis
- Philadelphus wootonii Hu
- Philadelphus zelleri Hu

## Langage des fleurs
Dans le langage des fleurs, le seringat symbolise le souvenir ou l'amour fraternel ; il est aussi l'emblème de la mémoire et de l'amour éternel.

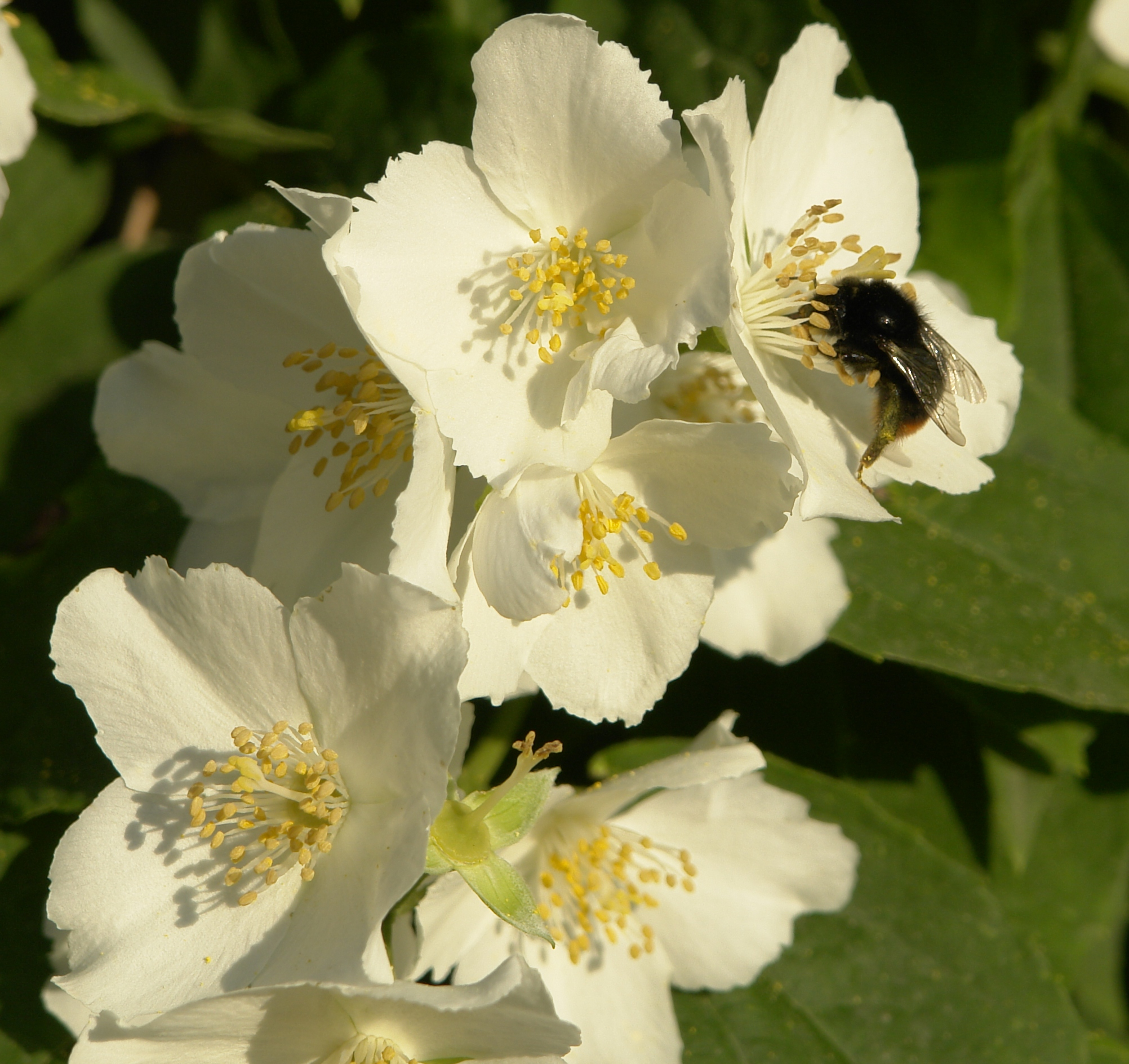
Bourdon sur des fleurs de seringa.
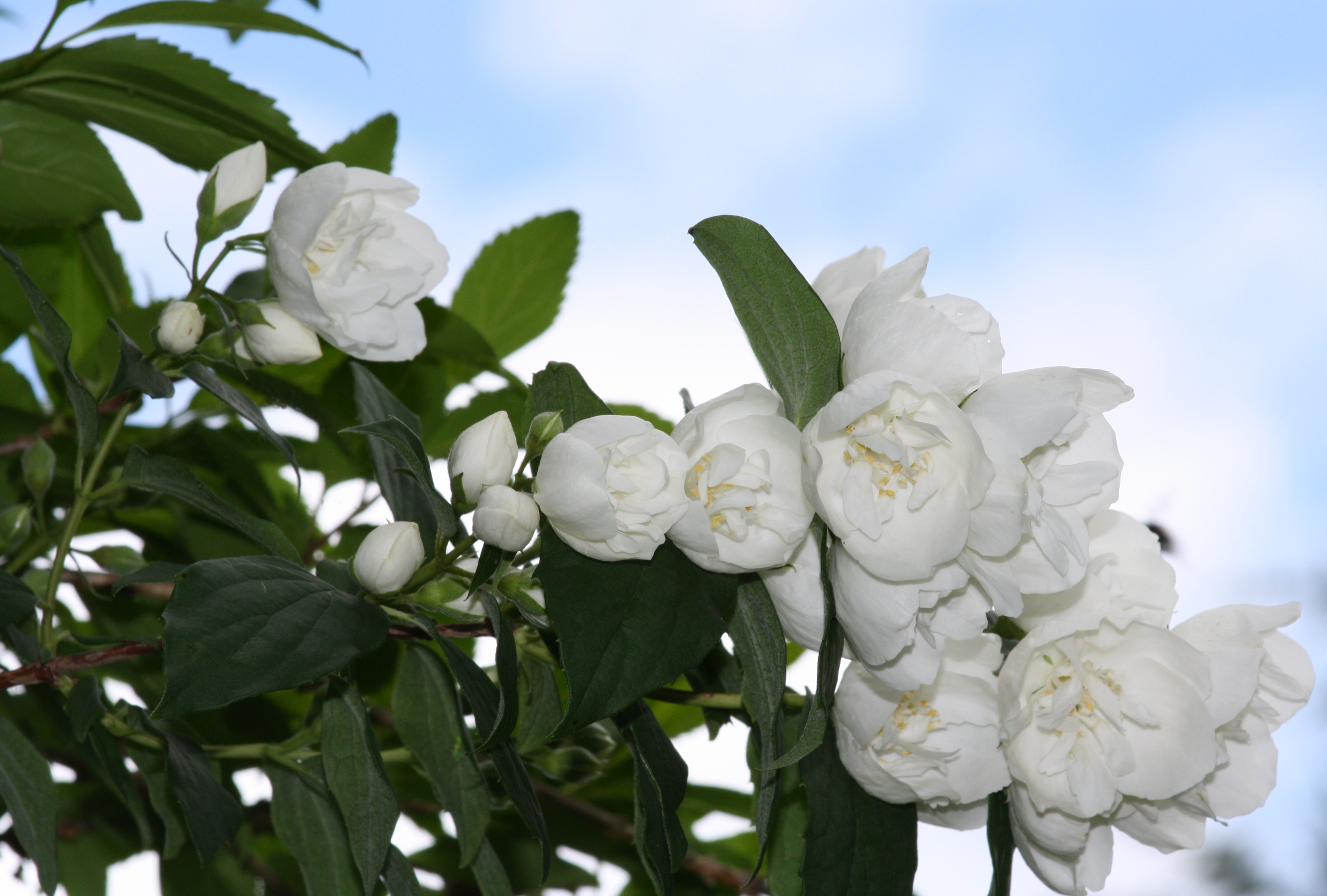
Fleurs groupées.